# Andreas Schmidt (Politiker, 1956)
Andreas Schmidt (* 4. November 1956 in Mülheim an der Ruhr) ist ein deutscher Politiker (CDU) und seit 2013 Vorsitzender der G 10-Kommission. Von 1990 bis 2009 war Schmidt Mitglied des Deutschen Bundestages (MdB), von 2002 bis 2009 Vorsitzender des Bundestags-Rechtsausschusses.

## Leben und Beruf
Nach dem Abitur 1976 am Gymnasium Broich in Mülheim an der Ruhr absolvierte Schmidt ein Studium der Rechtswissenschaft an der Ruhr-Universität Bochum, welches er 1982 mit dem ersten juristischen Staatsexamen beendete. Nach dem Referendariat legte er 1985 auch das zweite Staatsexamen ab und ist seitdem als Rechtsanwalt zugelassen. Von 1982 bis 1985 war Schmidt Assistent des Europaabgeordneten Otmar Franz.
Andreas Schmidt ist verheiratet und hat eine Tochter.

## Partei
Seit 1974 ist er Mitglied der CDU. Hier engagierte er sich zunächst bei der Jungen Union, deren Landesvorstand in Nordrhein-Westfalen er von 1986 bis 1991 angehörte. Seit 1989 ist er Vorsitzender des CDU-Kreisverbandes Mülheim an der Ruhr.

## Abgeordneter
Von 1990 bis 2009 war Schmidt Mitglied des deutschen Bundestages. Hier war er von 1994 bis 1998 Parlamentarischer Geschäftsführer und von 1998 bis 2002 Justitiar der CDU/CSU-Bundestagsfraktion. Er war außerdem ab 2000 Obmann der CDU/CSU im Untersuchungsausschuss über die CDU-Spendenaffäre. Von November 2002 bis Oktober 2009 war er Vorsitzender des Rechtsausschusses. Bei den Wahlen 2009 konnte er kein Mandat mehr erreichen, da Andreas Schmidt stets über die Landesliste von Nordrhein-Westfalen und nicht über das Direktmandat seines Wahlkreises ins Parlament eingezogen war.

## Mitglied der G 10-Kommission
Zu Beginn der 18. Wahlperiode 2013 wurde Schmidt zum Vorsitzenden der G 10-Kommission berufen, die im Zuge der Anwendung des Gesetzes zur Beschränkung des Brief-, Post- und Fernmeldegeheimnisses tätig wird. Auch in der 19. Wahlperiode und 20. Wahlperiode des deutschen Bundestages wurde er zum Vorsitzenden der G 10-Kommission gewählt.